# Pøbel

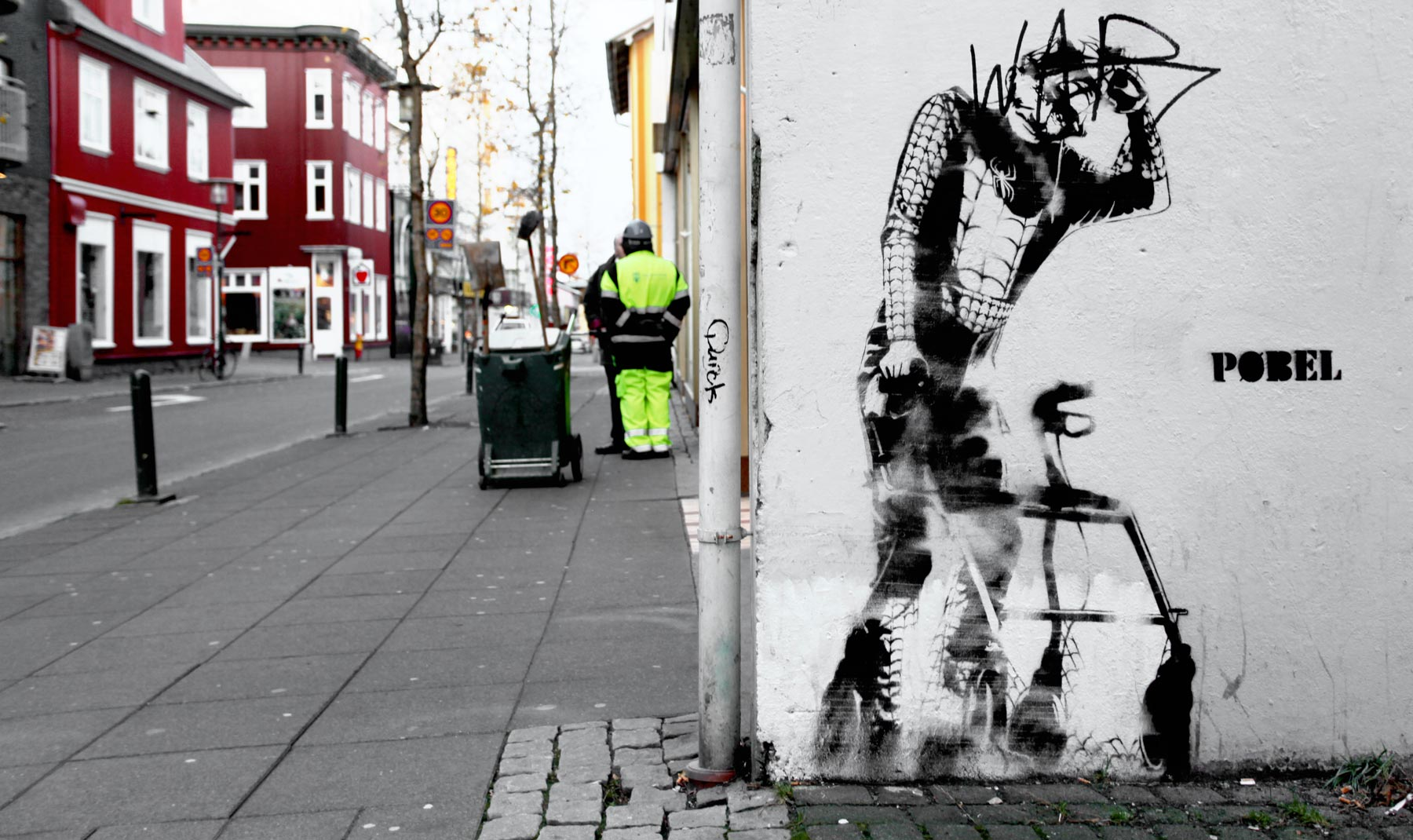
Spiderman, Reykjavík

Pøbel (che in norvegese significa hooligan) è lo pseudonimo di un anonimo street artist norvegese basato a Stavanger.
È conosciuto soprattutto per il progetto Ghetto Spedalsk, che decora edifici abbandonati nelle isole Lofoten nel nord della Norvegia, insieme a Dolk. Ha collaborato con Dolk anche nella decorazione delle stazioni ferroviarie centrali di Oslo e Trondheim.
Nell'aprile 2016 Pøbel ha disegnato con uno spray l'icona del simbolo "muto" sulla stella di Donald Trump sulla Hollywood Walk of Fame di Los Angeles.